# Ciclisme als Jocs Olímpics d'estiu de 2016 - BMX masculí
La prova de BMX masculí dels Jocs Olímpics de Rio de Janeiro 2016 es va disputar entre el 17 i el 19 d'agost al Centre Olímpic de BMX.
La prova va ser guanyada pel estatunidenc Connor Fields. La plata se l'emportà el neerlandès Jelle van Gorkom i el colombià Carlos Ramírez aconseguí el bronze.

## Medallistes
| Or            | Plata            | Bronze         |
| Connor Fields | Jelle van Gorkom | Carlos Ramírez |

## Qualificació
| Rank | Ciclista                 | Temps  | Notes |
| ---- | ------------------------ | ------ | ----- |
| 1    | Joris Daudet (FRA)       | 34.617 |       |
| 2    | David Graf (SUI)         | 34.678 |       |
| 3    | Sam Willoughby (AUS)     | 34.714 |       |
| 4    | Connor Fields (USA)      | 34.768 |       |
| 5    | Corben Sharrah (USA)     | 34.893 |       |
| 6    | Twan van Gendt (NED)     | 34.933 |       |
| 7    | Māris Štrombergs (LAT)   | 34.953 |       |
| 8    | Niek Kimmann (NED)       | 35.070 |       |
| 9    | Nicholas Long (USA)      | 35.088 |       |
| 10   | Liam Phillips (GBR)      | 35.095 |       |
| 11   | Amidou Mir (FRA)         | 35.248 |       |
| 12   | Yoshitaku Nagasako (JPN) | 35.286 |       |
| 13   | Bodi Turner (AUS)        | 35.333 |       |
| 14   | Carlos Oquendo (COL)     | 35.341 |       |
| 15   | Luis Brethauer (GER)     | 35.379 |       |
| 16   | Renato Rezende (BRA)     | 35.404 |       |
| 17   | Jelle van Gorkom (NED)   | 35.413 |       |
| 18   | Tory Nyhaug (CAN)        | 35.422 |       |
| 19   | Carlos Ramírez (COL)     | 35.423 |       |
| 20   | Anthony Dean (AUS)       | 35.445 |       |
| 21   | Kyle Evans (GBR)         | 35.776 |       |
| 22   | Jérémy Rencurel (FRA)    | 35.884 |       |
| 23   | Jefferson Milano (VEN)   | 35.945 |       |
| 24   | Niklas Laustsen (DEN)    | 36.199 |       |
| 25   | Trent Jones (NZL)        | 36.331 |       |
| 26   | Kyle Dodd (RSA)          | 36.454 |       |
| 27   | Alfredo Campo (ECU)      | 36.463 |       |
| 28   | Tore Navrestad (NOR)     | 36.484 |       |
| 29   | Gonzalo Molina (ARG)     | 36.860 |       |
| 30   | Evgeny Komarov (RUS)     | 36.958 |       |
| 31   | Toni Syarifudin (INA)    | 40.975 |       |
| 32   | Edžus Treimanis (LAT)    |        | DNF   |

### Quarts de final

#### Eliminatòria 1
| Posició | Ciclista               | 1a sèrie   | 2a sèrie     | 3a sèrie     | Total | Notes |
| ------- | ---------------------- | ---------- | ------------ | ------------ | ----- | ----- |
| 1       | Jelle van Gorkom (NED) | 35.101 (1) | 35.872 (1)   | 36.680 (4)   | 6     | Q     |
| 2       | Trent Jones (NZL)      | 35.455 (3) | 35.561 (2)   | 36.173 (2)   | 7     | Q     |
| 3       | Nicholas Long (USA)    | 35.730 (5) | 40.046 (4)   | 35.331 (1)   | 10    | Q     |
| 4       | Niek Kimmann (NED)     | 35.725 (4) | 1:47.485 (7) | 36.431 (3)   | 14    | Q     |
| 5       | Edžus Treimanis (LAT)  | 36.022 (7) | 37.619 (3)   | 37.379 (5)   | 15    |       |
| 6       | Joris Daudet (FRA)     | 35.434 (2) | DNF (8)      | DNF (8)      | 18    |       |
| 7       | Niklas Laustsen (DEN)  | 36.965 (8) | 44.351 (5)   | 41.942 (6)   | 19    |       |
| 8       | Renato Rezende (BRA)   | 35.970 (6) | 1:19.255 (6) | 1:44.597 (7) | 19    |       |

#### Eliminatòria 2
| Posició | Ciclista               | 1a sèrie     | 2a sèrie     | 3a sèrie   | Total | Notes |
| ------- | ---------------------- | ------------ | ------------ | ---------- | ----- | ----- |
| 1       | Tory Nyhaug (CAN)      | 35.958 (1)   | 35.035 (1)   | 38.754 (2) | 4     | Q     |
| 2       | Luis Brethauer (GER)   | 37.386 (2)   | 36.234 (2)   | 39.384 (3) | 7     | Q     |
| 3       | Jefferson Milano (VEN) | 41.709 (3)   | 36.296 (3)   | 40.894 (6) | 12    | Q     |
| 4       | David Graf (SUI)       | 2:54.204 (7) | 1:14.051 (6) | 38.390 (1) | 14    | Q     |
| 5       | Māris Štrombergs (LAT) | 1:36.876 (6) | 44.376 (4)   | 39.554 (4) | 14    |       |
| 6       | Kyle Dodd (RSA)        | 42.683 (4)   | 50.545 (5)   | 39.959 (5) | 14    |       |
| 7       | Toni Syarifudin (INA)  | 45.325 (5)   | 1:21.149 (7) | DNS (10)   | 22    |       |
| 8       | Liam Phillips (GBR)    | DNF (8)      | DNS (10)     | DNS (10)   | 28    |       |

#### Eliminatòria 3
| Posició | Ciclista              | 1a sèrie     | 2a sèrie   | 3a sèrie     | Total | Notes |
| ------- | --------------------- | ------------ | ---------- | ------------ | ----- | ----- |
| 1       | Sam Willoughby (AUS)  | 35.877 (1)   | 35.130 (1) | 35.152 (1)   | 3     | Q     |
| 2       | Carlos Oquendo (COL)  | 37.728 (3)   | 35.607 (3) | 35.699 (3)   | 9     | Q     |
| 3       | Twan van Gendt (NED)  | 1:46.311 (6) | 35.293 (2) | 35.217 (2)   | 10    | Q     |
| 4       | Carlos Ramírez (COL)  | 37.054 (2)   | 36.181 (5) | 36.020 (4)   | 11    | Q     |
| 5       | Jérémy Rencurel (FRA) | 40.894 (4)   | 35.927 (4) | 1:30.329 (6) | 14    |       |
| 6       | Evgeny Komarov (RUS)  | 41.584 (5)   | 40.430 (6) | 39.770 (5)   | 16    |       |
| 7       | Amidou Mir (FRA)      | DNF (8)      | DNS (10)   | DNS (10)     | 28    |       |
| 8       | Alfredo Campo (ECU)   | DNF (8)      | DNS (10)   | DNS (10)     | 28    |       |

#### Eliminatòria 4
| Posició | Ciclista                 | 1a sèrie   | 2a sèrie   | 3a sèrie   | Total | Notes |
| ------- | ------------------------ | ---------- | ---------- | ---------- | ----- | ----- |
| 1       | Anthony Dean (AUS)       | 35.934 (2) | 34.994 (1) | 35.193 (1) | 4     | Q     |
| 2       | Connor Fields (USA)      | 35.191 (1) | 35.761 (4) | 35.601 (3) | 8     | Q     |
| 3       | Corben Sharrah (USA)     | 36.213 (4) | 35.558 (3) | 35.447 (2) | 9     | Q     |
| 4       | Gonzalo Molina (ARG)     | 36.078 (3) | 35.412 (2) | 36.122 (5) | 10    | Q     |
| 5       | Bodi Turner (AUS)        | 39.094 (6) | 42.436 (8) | 35.721 (4) | 18    |       |
| 6       | Tore Navrestad (NOR)     | 42.105 (8) | 35.904 (5) | 36.715 (6) | 19    |       |
| 7       | Kyle Evans (GBR)         | 37.230 (5) | 40.351 (7) | 37.203 (7) | 19    |       |
| 8       | Yoshitaku Nagasako (JPN) | 41.455 (7) | 39.258 (6) | 47.041 (8) | 21    |       |

### Semifinals

#### Semifinal 1
| Posició | Ciclista               | 1a sèrie   | 2a sèrie   | 3a sèrie     | Total | Notes |
| ------- | ---------------------- | ---------- | ---------- | ------------ | ----- | ----- |
| 1       | Anthony Dean (AUS)     | 35.243 (1) | 34.901 (1) | 34.832 (1)   | 3     | Q     |
| 2       | Jelle van Gorkom (NED) | 35.337 (2) | 35.615 (6) | 35.038 (3)   | 11    | Q     |
| 3       | Carlos Ramírez (COL)   | 35.537 (3) | 35.261 (3) | 42.706 (5)   | 11    | Q     |
| 4       | Nicholas Long (USA)    | 35.858 (5) | 35.450 (5) | 34.921 (2)   | 12    | Q     |
| 5       | Corben Sharrah (USA)   | 36.289 (6) | 35.164 (2) | 35.352 (4)   | 12    |       |
| 6       | Carlos Oquendo (COL)   | 35.740 (4) | 35.420 (4) | 55.966 (6)   | 14    |       |
| 7       | David Graf (SUI)       | 45.335 (8) | 36.057 (7) | 2:10.243 (7) | 22    |       |
| 8       | Luis Brethauer (GER)   | 36.400 (7) | 36.230 (8) | DNF (8)      | 23    |       |

#### Semifinal 2
| Posició | Ciclista               | 1a sèrie     | 2a sèrie     | 3a sèrie   | Total | Notes |
| ------- | ---------------------- | ------------ | ------------ | ---------- | ----- | ----- |
| 1       | Sam Willoughby (AUS)   | 34.888 (1)   | 34.478 (1)   | 34.686 (1) | 3     | Q     |
| 2       | Connor Fields (USA)    | 35.163 (2)   | 34.802 (2)   | 36.176 (6) | 10    | Q     |
| 3       | Niek Kimmann (NED)     | 35.676 (4)   | 36.147 (6)   | 35.222 (2) | 12    | Q     |
| 4       | Tory Nyhaug (CAN)      | 36.714 (6)   | 35.025 (3)   | 35.640 (3) | 12    | Q     |
| 5       | Twan van Gendt (NED)   | 35.905 (5)   | 35.732 (5)   | 35.663 (4) | 14    |       |
| 6       | Gonzalo Molina (ARG)   | 39.102 (7)   | 35.541 (4)   | 35.807 (5) | 16    |       |
| 7       | Trent Jones (NZL)      | 35.425 (3)   | 1:05.161 (7) | 36.391 (7) | 17    |       |
| 8       | Jefferson Milano (VEN) | 1:56.976 (8) | 1:14.157 (8) | 38.018 (8) | 24    |       |

### Final
| Posició | Ciclista               | Temps  |
| ------- | ---------------------- | ------ |
| Or      | Connor Fields (USA)    | 34.642 |
| Plata   | Jelle van Gorkom (NED) | 35.316 |
| Bronze  | Carlos Ramírez (COL)   | 35.517 |
| 4       | Nicholas Long (USA)    | 35.522 |
| 5       | Tory Nyhaug (CAN)      | 35.674 |
| 6       | Sam Willoughby (AUS)   | 36.325 |
| 7       | Niek Kimmann (NED)     | 36.579 |
| 8       | Anthony Dean (AUS)     | DNF    |